# ジノプロストン
ジノプロストン（Dinoprostone）は、天然に生成するプロスタグランジンE2（PGE2）である。陣痛促進剤として用いられる。PGE2は利尿作用、胃酸分泌抑制作用、胃粘膜保護作用、腸管運動亢進作用、気管支拡張作用、子宮収縮作用、血管拡張作用、血管透過性増大作用などを有する。

## 適応
人体への投与で認められている薬効は、｢妊娠末期における陣痛誘発ならびに陣痛促進｣のみであり、陣痛促進剤として使用される。通常1回0.5mgを1時間毎に6回経口投与する（1日総量3mgまで）。効果があればその時点で内服を中断する。効果が得られない場合はそれ以上の投与を行わず、日を改めて投与を再開する。

## 有効性
二重盲検比較試験において、本剤の適正な使用によって陣痛を誘発することができた妊婦は初産婦で66.7%(32/48)、経産婦で67.3%(35/52)であった。総合効果(症例の背景因子、分娩誘発効果、分娩進行効果および投与開始から分娩終了までの時間を総合した評価)での有効率は初産婦で41.7%(20/48)、経産婦で46.2%(24/52)とされ、やや有効とされたケースを含めると初産婦で75.0%(36/48)、経産婦で82.7%(43/52)に効果が認められる。

## 注意
内服剤なので、適時の投与調節ができない。過剰な効果発現により子宮破裂、頸管裂傷をきたすことがある。

## 重大な副作用
過強陣痛、胎児機能不全徴候（仮死、徐脈、頻脈等）、羊水混濁（発現率はいずれも0.1〜5%）。